# ASTI
ASTI株式会社（アスティ）は、静岡県浜松市中央区に本社を置く車載電装品や電子基板などを製造、販売するメーカーである。

## 沿革
- 1963年5月 - ペンオイルセールス株式会社設立。
- 1966年4月 - 社名を太平洋企業株式会社に変更。
- 1992年1月 - 社名をアスティ株式会社に変更。
- 1995年6月 - 定款上社名をASTI株式会社に変更。
- 1995年9月 - 名古屋証券取引所2部に上場。
- 2002年11月 - 登記上社名をASTI株式会社に変更。
- 2002年12月 - 東京証券取引所2部に上場。
- 2007年3月 - 浜松市南区に本社工場を新設。
- 2015年4月 - 名古屋証券取引所2部の上場廃止。

## 所在地
- 本社工場 - 静岡県浜松市中央区
- 浜松工場 - 静岡県浜松市中央区
- 掛川工場 - 静岡県掛川市
- 磐田工場 - 静岡県磐田市
- 袋井工場 - 静岡県袋井市
- 都田工場 - 静岡県浜松市浜名区

## 海外子会社
- 浙江雅士迪電子有限公司 - 中国浙江省
- 杭州雅士迪電子有限公司 - 中国浙江省
- ASTI ELECTRONICS INDIA PRIVATE LIMITED - インド
- ASTI ELECTRONICS HANOI CORPORATION - ベトナム ハノイ
- ASTI ELECTRONICS CORPORATION - ベトナム ホーチンミン

## 主な製品
- 車載電装品 - 各種ECU・エアコン制御システム・コーナーセンサユニット・車載用スイッチ・センサ・車載・船舶用ワイヤーハーネス
- ホームエレクトロニクス - 洗濯機用電子制御基板・食器洗浄機用電子制御基板・衣類乾燥機用電子制御基板
- 情報通信機器 - 監視カメラ用基板・小型プロジェクター用基板・通信ユニット
- 制御機器 - 産業用ロボットコントローラ用各種制御基板・チップマウンター用各種制御基板

## 主要取引先
車載電装品
- スズキ株式会社
- ヤマハ発動機株式会社
- ヤマハモーターパワープロダクツ株式会社
- ヤマハモーターエレクトロニクス株式会社
- ヤマハモーターエンジニアリング株式会社
- パナソニック株式会社オートモーティブ＆インダストリアルシステムズ社
- ダイハツ工業株式会社
- トヨタ車体株式会社
- 株式会社デンソー
- アスモ株式会社
- 株式会社ジーエスエレテック
- 川崎重工業株式会社
- 株式会社本田技術研究所
- 本田技研工業株式会社
- 日本精工株式会社
- オムロンオートモーティブエレクトロニクス株式会社
- 株式会社小松製作所
- 三菱自動車工業株式会社
- トーハツ株式会社
- トーハツマリーン株式会社
- 株式会社IHIシバウラ
- 新電元工業株式会社
- 株式会社岡部新電元
- 椿本興業株式会社
- 日立オートモティブシステムズステアリング株式会社
- ニッパツ・メック株式会社
- 東洋電装株式会社
- 住電商事株式会社
- 三洋電機株式会社
- 住友ナコ マテリアル ハンドリング株式会社

ホームエレクトロニクス
- パナソニック アプライアンス社
- パナソニック エコシステムズ株式会社
- パナソニック エコシステムズベンテック株式会社
- アクア株式会社
- ホシザキ株式会社
- タイガー魔法瓶株式会社
- 株式会社ノーリツ
- 草津電機株式会社
- 株式会社富士通ゼネラル
- 株式会社LIXIL
- アイシン精機株式会社
- 東芝キャリア株式会社
- IDEC株式会社

情報通信機器
- キヤノン株式会社
- 株式会社シマノ
- 株式会社村田製作所
- ヤマハ株式会社

制御機器
- 浜松ホトニクス株式会社
- オムロン株式会社
- 静岡製機株式会社
- 株式会社東光高岳
- 東光東芝メーターシステムズ株式会社
- アツミ電氣株式会社
- 株式会社コスモ
- 和光電研株式会社
- 株式会社ZMP